# 원적외선

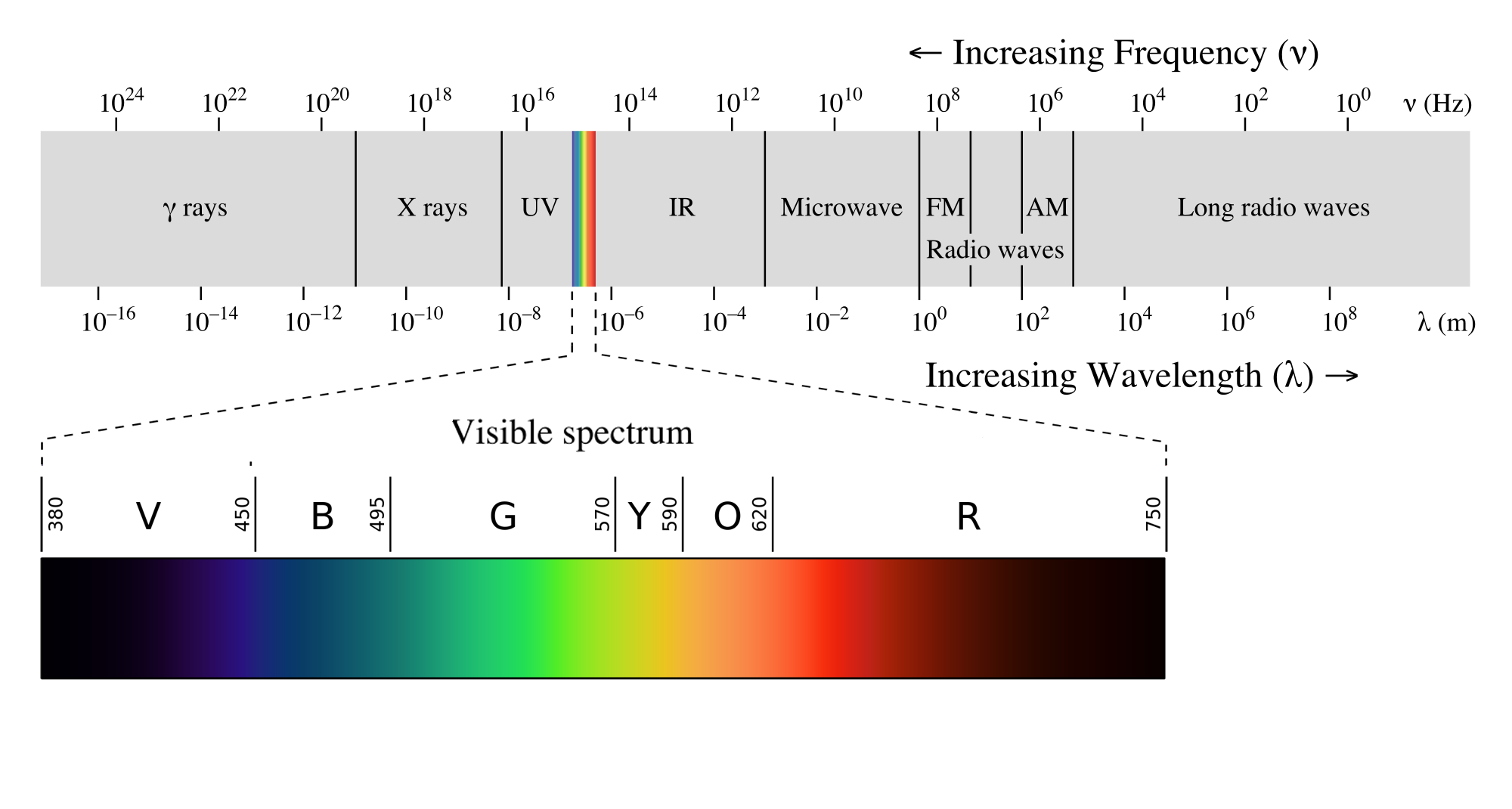
전자기파 스펙트럼

원적외선(遠赤外線, 영어: far infrared, FIR)은 적외선 영역을 파장에 따라 세분화했을 때 가시광선에서 가장 먼, 즉 파장이 가장 길고 진동수는 가장 낮은 범위에 해당하는 전자기파를 말한다. 파장을 기준으로 15 마이크로미터에서 1 밀리미터 사이 (주파수로는 20 테라헤르츠에서 300 기가헤르츠 사이)를 통상 원적외선으로 구분하지만 천문학에서는 25 마이크로미터부터 350 마이크로미터 사이를 원적외선으로 보기도 한다.

## 원적외선의 응용

### 천문학
온도가 5K에서 340K 사이인 물체는 원적외선 영역의 복사파를 낸다. (빈 변위 법칙과 흑체 복사 참조) 이 특징은 별이 탄생하는 성간 가스 일대를 관찰하는데 쓰인다. 우리 은하 중심부는 별의 밀도가 매우 높아서 그들이 발산하는 열로 인해 성간 먼지들이 데워지는데, 흡수된 에너지가 원적외선 영역의 전자기파로 주로 방출되므로 은하 중심부의 원적외선 영상들은 아주 밝다. 원적외선을 강하게 방출하는 천체 중에서 은하 중심부에 있지 않은 것으로 시가 은하 M82가 있다. M82 중심부의 강력한 원적외선 복사는 그를 제외한 우리 은하 전체의 원적외선 복사량을 합친 것만큼 강하다. 그 이유는 아직 밝혀지지 않았다.

### 의학
원적외선 사우나 요법이 고혈압이나 울혈성 심부전 혹은 류마티스 관절염 등의 만성 질환 치료에 효과가 있다는 여러 보고가 있다. 도움이 된다는 사례로 대체 의학 리뷰 (Alternative Medicine Review) 에 실린 보고서에 따르면, "사우나 요법은 심혈관계 병세에 효과가 있는, 널리 알려지지 않은 방법"이다. 더 나아가, "2종, 3종, 4종 울혈성 심부전 환자는 저온 원적외선 사우나 요법을 주 3-5회, 매 15분씩 반복할 경우 병세가 호전될 수 있다"고 설명한다.

## 같이 보기
- 적외선